# Pardosa serena
Pardosa serena là một loài nhện trong họ Lycosidae.
Loài này thuộc chi Pardosa. Pardosa serena được Ludwig Carl Christian Koch miêu tả năm 1875.